# Ysmael Álvarez Rodríguez
Ysmael Álvarez Rodríguez (México D. F., 1 de diciembre de 1940 — Madrid, 12 de noviembre de 2013) fue un médico y científico español, especializado en la investigación oncológica, bioquímica, y la biología molecular. Tal y como la Asociación de Cine e Imagen Científico Español expone, fue pionero y el mayor valedor del cine científico en España, siendo representante internacional y sucesor del profesor Guillermo Zúñiga. La investigación, la ciencia y el cine científico ocupó toda su vida profesional.

## Biografía
Ysmael Álvarez Rodríguez nació en México D. F. tras la emigración de su bisabuelo materno a finales del siglo XIX y de su padre a principios del siglo XX. Con doble nacionalidad (española y mexicana) tuvo sus raíces en Asturias. Hijo de Aureliano Álvarez Santoveña, empresario de México nacido en Poo de Llanes, Asturias, y de Oliva Rodríguez Piñera, nacida en Gijón, Asturias. Más tarde su familia se trasladó a la ciudad de Querétaro, México, continuando sus estudios en el Instituto de Querétaro de los Hermanos Maristas.
Con 15 años se trasladó a Madrid, año en el que conoció a su futura esposa y compañera de por vida, Carmina Sánchez Iglesias, natural de Meré de Llanes, Asturias, con quien se casó en 1962 y tuvo seis hijos, de los cuales dos fallecieron. Carmen, su tercera hija, lo haría por muerte súbita con tres meses de vida, motivo por el que él se apartó de sus estudios de Medicina durante un año, y Rodrigo, con veintiséis años, a consecuencia de un paro cardíaco súbito, completamente inesperado, causando un fortísimo trauma familiar. Fue algo nunca superado del todo por Ysmael.

Estudió el bachiller en el Instituto Ramiro de Maeztu, y la carrera de Medicina en la Universidad Complutense de Madrid, donde finalizó sus estudios en 1970. Fue doctor en medicina por esta misma universidad, y especialista en la investigación oncológica, el comportamiento celular, la microbiología y la parasitología.
En 1972 fue nombrado jefe de la sección de bioquímica y biología molecular del departamento de bioquímica oncológica del Instituto Nacional de Oncología, y desde 1974 fue jefe adjunto del departamento de biología y bioquímica del cáncer, con el doctor Ysidro Valladares Sánchez, cuñado, y gran amigo suyo, que le apoyó e introdujo en el mundo de la investigación oncológica. Dicho departamento de investigación oncológica sería dirigido por él a partir de 1986.
Fue miembro fundador de la Sociedad Española de Microbiología —1972—, de la Sociedad Española de Oncología —1978—, de la Asociación Española de Investigación sobre el Cáncer, ASEICA —1986—, de la Sociedad Española de Virología —1986—, presidente de la Asociación Española de Cine Científico —1987—, jefe de redacción de la revista Oncología —1987—., socio fundador de la Confederación Mundial de Cine y Vídeo Médico y de Ciencias de la Salud —1990—, presidente del comité de cine, Investigación y enseñanza superior de la Asociación Internacional de Cine científico (ISFA/AICS), entre 1989 y 1992, y presidente de la confederación mundial de cine médico —1994—, entre otros.

Miembro del jurado en diversos certámenes de cine científico nacionales e internacionales: Bienal de Cine Científico Español de Zaragoza —1983, 1985, 1989, 1991 y 1993—, Semana Internacional de Cine Científico de Ronda —1989—, certamen de cine médico internacional de Badajoz —1989, 1990, 1991 y 1992—, congreso de la ISFA, París —1991.

## Premios y reconocimientos
- 1976, Clavel de Oro de la VI Semana de Cine Médico de Motril, concedido a la película Actividad de los anticuerpos específicos contra células de cáncer ascítico de Ehrlich presentada por Y. Álvarez Rodríguez, G. Álvarez Noves e Y. Valladares Sánchez.

- 1977, Esculapio de Oro —máximo galardón del certamen—, premio Universidad de Granada, concedido a la mejor película de investigación, en la VII Semana de Cine Médico de Motril, otorgados a la película Microcinematografía de intervalos en el estudio de la infección producida por un virus oncógeno dirigida por Y. Álvarez Rodríguez, G. Álvarez Noves e Y. Valladares Sánchez.

- 1979, Cenachero de Plata, en la IX Semana Internacional de Cine Médico de Motril, concedido a la película: "Virus de Bittner y cáncer de mama. Estudio microcinematográfico de algunos marcadores inmunológicos", dirigida y realizada por Y. Álvarez Rodríguez, G, Álvarez Noves e Y. Valladares Sánchez.

- 1982, premio Monográfico de la Fundación Científica de la Asociación Española Contra el Cáncer por el trabajo Estudios sobre algunos aspectos del metabolismo energético de la célula cancerosa, compartido por M. del Pozo, Y. Álvarez Rodríguez e Y. Valladares.

- 1983, premio Monográfico de la Fundación Científica de la Asociación Española Contra el Cáncer por el trabajo Aislamiento y caracterización preliminar de antígenos cancerosos y específicos, compartido por G. Álvarez Noves, M. del Pozo, Y. Álvarez Rodríguez e Y. Valladares.

- 1985, premio de Investigación Médica del Hospital Militar Central Gómez Ulla por el trabajo Nueva técnica para detección de inmunocomplejos y estudio preliminar de su aplicación en el diagnóstico y monitorización del paciente canceroso, galardonado, compartido por J. Castellanos Díez, Y. Álvarez Rodríguez e Y. Valladares Sánchez.

- 1985, premio Isabel María Bas López al mejor trabajo de investigación oncológica otorgado en Videomed 85.

- 1987, primer premio en la III Bienal de Cine Científico Español, Zaragoza.

- 1995, primer premio en el certamen de audiovisuales del LX Congreso Nacional de Urología. Santiago de Compostela al vídeo titulado: Cultivos in vitro de células de tumores de vejiga humanos. Cinevideomicrografía de intervalos. Registros preliminares. Por L Resel Estévez; Y. Álvarez Rodríguez; G. Álvarez Noves; J. Rodríguez Molina; E. Blanco Giménez e Y. Valladares Sánchez.

## Obras publicadas
- 1980, The antiblastogram. Álvarez Rodríguez Y., Briones-Carrillo D., Valladares Y., Cancer Lett.; 8 (3):189-201.[6]

- 1980, Microcinematographic study on the effect of methotrexate upon mouse mammary tumor cells (MMT cell line). Álvarez Rodríguez Y., Ruano A., Valladares Y., Cancer Chemother Pharmacol; 4 (1):53-60.[7]

- 1980, Changes in the free and rough endoplasmic reticulum-bound ribosomes of Ehrlich ascites cancer cells during the cell cycle. López Burillo S., Álvarez Rodríguez Y., Valladares Y., Rev. Esp. Oncol.; 27 (1):7-27.[8]

- 1982, Effect of methotrexate (MTX) on neoplastic (HeLa line) and normal (lymphocyte) cells. Ruano A, Álvarez Rodríguez Y., Álvarez Noves J., Valladares Y., Rev. Esp. Oncol.; 29 (4):649-64.[9]

- 1982, Effect of rescue treatment with high doses of methotrexate (MTX) followed by leucovorin (LV) on neoplastic cells (HeLa line) and normal sensitized peripheral lymphocytes. Ruano A., Álvarez Rodríguez Y., Valladares Y.; Rev. Esp. Oncol; 29 (4):665-73.[10]

- 1982, Method of isolation of cancer-associated and cancer-specific antigens. del Pozo A.M., Valladares Y., Álvarez Rodríguez Y., Álvarez-Noves J., Rev. Esp. Oncol; 29 (4):675-84.[11]

- 1982, Exogenous DNA transcription in cells with their native DNA inhibited. 4. Demonstration of specific antigens codified by exogenous DNA. Álvarez Rodríguez Y., Álvarez Noves J., Valladares Y., del Pozo M., Cytobios.; 34 (135-36):191-206.[12]

- 1982, Immunogenicity of cancer-associated and cancer-specific antigens. del Pozo A.M., Valladares Y., Álvarez Rodríguez Y, Álvarez Noves J., Rev. Esp. Oncol.; 29 (4):685-700.[13]

- 1983, Application of the antiblastogram in the selection of new lines of microorganisms producing antineoplastic antibiotics. Briones Carrillo D., Álvarez Rodríguez Y., Valladares Y., Rev. Esp. Oncol.; 30 (4):595-601.[14]

- 1983, Energy metabolism of Ehrlich ascites cancer cells. Del Pozo A.M., Valladares Y., Álvarez Rodríguez Y. Rev. Esp. Oncol.; 30 (4):539-58.[15]

- 1983, The antiblastogram technic: application possibilities and limitations. Briones Carrillo D, Álvarez Rodríguez Y., Valladares Y., Rev. Esp. Oncol.; 30 (4):583-94.[16]

- 1985, White light-electromagnetic field interaction causes a localized destruction of cultured HeLa cells. Álvarez Rodríguez Y., Rivas L., Rius C., Valladares Y., Cancer Lett.; 29 (3):331-8.[17]

- 1985, In vitro studies of the effect of a pulsed electromagnetic field on normal and cancer cells. Rius C., Álvarez Rodríguez Y., Valladares Y., Rev. Esp. Oncol.; 32 (1):55-84.[18]

- 1985, Time-lapse microcinematography of the effect of thiazolidine carboxylic acid (thioproline) upon tissue cultures. Álvarez Rodríguez Y., Ruano A., Álvarez Noves J., Valladares Y., Rev. Esp. Oncol.; 32 (3):383-410.[19]

- 1985, Preliminary information on a new technic for the determination of circulating immunocomplexes using L1210 cells and immunoenzyme analysis. Observations in patients with cancer. Castellanos J., Álvarez Rodríguez Y., Valladares M.P., Rev. Esp. Oncol. 32(4):583-93.[20]

- 2000, Intracellular triggering of Fas, independently of FasL, as a new mechanism of antitumor ether lipid-induced apoptosis. Gajate C., Fonteriz RI., Cabaner C., Álvarez Noves G, Álvarez Rodríguez Y., Modolell M., Mollinedo F., Int J Cancer.; 85 (5):674-82.[21]

- 2014, In vitro study over statins effects on cellular growth curves and its reversibility with mevalonate. Millán Núñez Cortés J., Álvarez Rodríguez Y., Álvarez Noves G, Recarte García Andrade C., Álvarez Sala Walther L., Clin Investig Arterioscler.; 26 (1):1-9. doi: 10.1016/j.arteri.2013.09.001. Epub 2013 Oct 12.[22]